# Dendrochilum exalatum
Dendrochilum exalatum är en orkidéart som beskrevs av Johannes Jacobus Smith. Dendrochilum exalatum ingår i släktet Dendrochilum och familjen orkidéer. Inga underarter finns listade i Catalogue of Life.